# 宇治市役所
宇治市役所（うじしやくしょ）は、地方公共団体である宇治市の執行機関としての事務を行う施設(役所)である。

## 概要
元宇治町役場だった場所に市役所を設置。市制施行40周年記念事業として1992年(平成4年)に新市役所が完成。宇治駅の南側に位置しており、市役所の南側には山城総合運動公園など、緑が広がっている。

## 本庁
所在地
- 〒611-0021
- 京都府宇治市宇治琵琶３３

開庁時間
- 午前8時30分～午後5時15分(月曜日〜金曜日)

休庁日
- 土曜日、日曜日
- 国民の祝日
- 年末年始（12月29日～翌年1月3日）

## 構造
| 階  | 本館 | 会議棟                                                 | 西館                                                           |
| --- | --- | ------------------------------------------------------ | -------------------------------------------------------------- |
| 8F  | 監査委員・公平委員会・固定資産評価審査委員会事務局 農業委員会事務局 大会議室 食堂・喫茶 売店 |                                                        |                                                                |
| 7F  | 秘書広報課 秘書係・広報係 記者室 市長室及び応接室 副市長室及び応接室 |                                                        |                                                                |
| 6F  | 教育総務課 学校管理課 学校管理係・保険給食係 学校教育課 学事係・教育指導係 学校改革推進課 教育支援課 子ども学校支援係・家庭地域支援係 農林茶業課 文化スポーツ課 文化係・スポーツ係 歴史まちづくり推進課 文化財保護係・景観係 |                                                        |                                                                |
| 5F  | 建設総務課 治水対策課 道路建設課 住宅課 住宅係・空き家対策室 施設建設課 用地課 維持課 維持係・工事係 |                                                        |                                                                |
| 4F  | 交通政策課 上下水道総務課 総務係 下水道計画課 計画係・排水設備係 下水道施行保全課 建設係・管理係 建設指導課 都市計画課 開発指導課 公園緑地課                                                                                 |                                                        | 入札室 宇治市土地開発公社 倉庫 会議室                          |
| 3F  | 財政課 政策戦略課 建設総括室 住宅課 市営住宅建替推進係 人事課 人権啓発課 市民協働推進課 契約課 総務課 選挙管理委員会事務局                                                                                                   | 委員会室 本会議場                                      | まち美化推進課 再資源・計画係 業務係 ふれあい啓発係 環境企画課 |
| 2F  | 税務課 諸税証明係・個人住民税係 土地・家屋係 総務収納・納税管理係 会計室 上下水道部営業課 営業係 こども福祉課 保育支援課 乳幼児教育・保険支援センター準備室                                                                  | 議長室・副議長室 議会事務局 議会図書室 会議室 会派控室 | まち美化推進課職員詰所                                         |
| 1F  | 地域福祉課 市民協働推進課 市民相談係宇治市消費生活センター 介護保険課 市民課 国民保険課 年金保険課国民年金係・後期高齢者医療係 長寿生きがい課 健康づくり推進課                                                               | 地域福祉課 生活支援課 障害福祉課                       | 作業車車庫                                                     |
| B1F | 管財課 デジタル政策課 秘書広報課・車両係 |                                                        |                                                                |

水道庁舎
- 水道総務課 水道経営係
- 工務課
- 配水課

市職員会館
- 職員厚生課

生涯学習センター
- 生涯学習課

うじ安心館
- 消防本部
- 危機管理室

宇治市総合庁舎
- 地域連携・振興部
- 健康福祉部
- 農林商工部

関連団体
- 公益財団法人公園公社
- 公益財団法人 宇治市野外活動センター
- 宇治市土地開発公社

## 行政サービスコーナー
宇治市には、市民の利便を図るため、オンラインでの住民票等交付、税関係証明書の発行業務の一部を取り扱っている。
- 木幡行政サービスコーナー

住所 宇治市木幡内畑34－7（木幡公民館内）
- 小倉行政サービスコーナー

住所 小倉町南堀池107－1（西小倉コミュニティセンター内）
- 南宇治行政サービスコーナー

住所 大久保町上ノ山42－3 （南宇治コミュニティセンター内）
- 槇島行政サービスコーナー

住所 槇島町大川原27－5 （槇島コミュニティセンター内）
- 東宇治行政サービスコーナー

住所 五ケ庄三番割36－5 （東宇治コミュニティセンター内）
- 開行行政サービスコーナー

住所 開町44－13 （開地域福祉センター内）

## 公共施設
公益社団法人宇治市公園公社管理の公園
- 黄檗公園
- 西宇治公園
- 東山公園
- 巨椋ふれあいひろば
- 宇治市植物公園

宇治市管理の公園
- 二子塚古墳公園(歴史公園)
- 大吉山風致公園(風致公園)
- 莵道公園(近隣公園)
- 天ヶ瀬森林公園
- 城南荘児童公園
- 北山公園
- 開第１児童公園
- 南山公園
- 川東公園
- 熊小路児童公園
- 槇島公園
- あさぎり緑地(都市緑地)
- 木幡緑道(緑道)

図書館
- 中央図書館(宇治市文化センター内)
- 東宇治図書館
- 西宇治図書館

博物館
- 宇治市源氏物語ミュージアム
- 平等院鳳翔館
- 宇治市歴史資料館

教育関係施設
宇治市立小学校(22校)
- 菟道小学校
- 菟道第二小学校
- 神明小学校
- 槇島小学校
- 北槇島小学校
- 小倉小学校
- 伊勢田小学校
- 北小倉小学校
- 南小倉小学校
- 大久保小学校
- 大開小学校
- 西大久保小学校
- 平盛小学校
- 宇治小学校
- 三室戸小学校
- 南部小学校
- 岡屋小学校
- 木幡小学校
- 御蔵山小学校
- 笠取小学校
- 笠取第二小学校
- 西小倉小学校

宇治市立中学校 (10校)
- 宇治中学校
- 北宇治中学校
- 西小倉中学校
- 南宇治中学校
- 広野中学校
- 東宇治中学校
- 木幡中学校
- 黄檗中学校
- 槇島中学校
- 西宇治中学校

複合施設
- 宇治市文化センター[5][6]

コミュニティセンター
- 西小倉コミュニティセンター
- 東宇治コミュニティセンター
- 南宇治コミュニティセンター
- 槇島コミュニティセンター

公民館
- 中央公民館(宇治市文化センター内)
- 木幡公民館
- 小倉公民館
- 広野公民館

## アクセス
京阪バス系統 44・45・240/240A・250/250A・40/40A・180・182・184・186 
- JR宇治駅より徒歩約14分

駅前バス停から宇治市役所停留所 ２分
車で３分
- 京阪宇治駅より徒歩約２４分

駅前バス停から宇治市役所停留所 ７分
車で５分
- JR黄檗駅前バス停から宇治市役所停留所 ２３分

車で１０分
- 近鉄大久保駅から宇治市役所停留所１６分

車で９分